# Jeanne Karen
Jeanne Karen (San Luis Potosí, 14 de mayo de 1975) es una poeta mexicana.

## Biografía
En sus textos emplea el verso libre. Fue asimismo directora de la revista de arte, cultura y literatura Caja Curva publicada por el gobierno del Estado. Ha participado en diversas antologías como Poetas de Tierra Adentro, Cantera la voz, Mujer es Isla, Tras la ventana, Poesía sintética potosina –entre otras. 
Ha recibido los premios Viene la muerte cantando, en 1996; Manuel José Othón , en 2002 y 2006; y el Premio Nacional de Poesía Joven Salvador Gallardo Dávalos , en 1999. 
Ha leído su obra en Lisboa, Portugal, Madrid y Barcelona, España, y diferentes ciudades de México. En mayo de 2007, fue invitada al Festival Internacional de Poesía de Costa Rica. 
Parte de su obra ha sido traducida al portugués y al francés. Su último libro de poesía "La vida no es tan clásica" ha sido editado por la casa editorial argentina Zeta. Actualmente se encuentra preparando una gran cantidad de libros de poesía y de carácter novelistico, a la par de trabajar como tallerista en la ciudad de San Luis Potosí, San Luis Potosí. 
Una institución de educación inicial, ubicada en el corazón de la colonia Julián Carrillo, en San Luis Potosí, lleva su nombre: Jardín de Niños “Jeanne Karen”. 
Hollywood , es su quinto título de poesía, del que extractamos algunos poemas.

## Obra
- Canto de una mujer en tierra (Ed. Ponciano Arriaga, 1999)
- Cuaderno de Ariadna (Ed. Instituto Cultural de Aguascalientes, 2000)
- La luna en un tatuaje (Ed. Verdehalago, 2002)
- El club de la tortura (Ed. Sin Nombre, 2005)
- Hollywood (Ed. Casa de Poesía, 2007)